# Грёбиц
Грёбиц (нем. Gröbitz) — деревня в Германии, в земле Саксония-Анхальт. Входит в состав города Тойхерн района Вайсенфельс.
Население составляет 500 человек (на 31 декабря 2006 года). Занимает площадь 7,56 км².
Впервые упоминается 28 февраля 1135 года.
До 31 декабря 2010 года Грёбиц имел статус общины (коммуны). 1 января 2011 года Грёбиц вместе с несколькими другими общинами вошёл в состав города Тойхерн. Последним бургомистром Грёбица была Зельвит Патцак.